# Países Baixos Burgúndios
Na história dos Países Baixos, os Países Baixos Burgúndios (em francês:  Pays-Bas bourguignons, em neerlandês:  Bourgondische Nederlanden, em luxemburguês:  Burgundeschen Nidderlanden) foi um pequeno feudo controlado pelo Sacro Império Romano-Germânico e a França, de 1384 a 1482, em uma união pessoal entre as casas reais de Borgonha e Habsburgo. Eles constituíam a parte norte do Estado da Borgonha. A área compreendia as principais partes da atual Bélgica, Países Baixos, Luxemburgo e Altos da França.